# Собор Вознесения Пресвятой Девы Марии (Карлоу)
Собор Вознесения Пресвятой Девы Марии (англ. Cathedral of the Assumption) — католический собор епархии Килдэра и Лейхлина. Находится в городе Карлоу в одноимённом графстве, Ирландия. Храм посвящён Вознесению Девы Марии. Известен невероятно красивым и детализированным 46-метровым шпилем, который является одной из самых высоких точек в городе.

## История
Фундамент собора был заложен 18 марта 1828 года епископом Джеймсом Дойлом. Собор Вознесения Пресвятой Девы Марии — второй старейший римско-католический собор в Ирландии после Собора Святой Троицы в Уотерфорде, построенного в 1793 году; строительство собора началось 7 апреля 1828 года.
Собор построен рядом с колледжем Святого Патрика, бывшей семинарией епархии. Архитектор Томас Кобден, автор проекта колледжа, спроектировал собор в неоготическом стиле. Башня вдохновлена средневековой колокольней Беффруа Брюгге, Бельгия. Камень для строительства добывался в местном карьере.
После завершения строительства собора в 1833 году, старая церковь, построенная настоятелем Стонтоном (ум. 1814), была снесена (часть стены трансепта была сохранена). Епископ Мэтью Каллен освятил собор 30 ноября 1933 года. Епископ Дойл умер в 1834 году и был похоронен перед главным алтарём; памятник епископу был установлен в соборе в 1840 году.
В 1996 году прихожанин подал в Верховный суд иск против управляющего собором отца Джона Бирна и попечителей епархии Килдэра и Лейхлина, чтобы не допустить изменение интерьера в соответствии с изменениями, рекомендованными Вторым Ватиканским собором. Эта попытка не увенчалась успехом, и изменения были внесены, в том числе были удалены алтарные перила и кафедра. Повторное освящение собора состоялось 22 июня 1997 года.

## Интерьер
В 1873 году внучатая племянница епископа Кифа пожертвовала два алтаря из кайенского камня, заменившие деревянные. Позже они были перемещены: один — в часовню колледжа, а другой — в пресвитерий. Сами каменные приделы позже были заменены мраморными. Алтарь Святого Сердца был подарком Мэри Агнес Кинселлы в память о её брате Эдварде. Его каменный предшественник отправили в приходскую церковь Полстауна. Алтарь Леди, воздвигнутый в 1904 году, был подарен мистером и миссис Майклом Моллой, а предыдущий каменный алтарь был отправлен в Тинриленд. В 1878 году мисс Киф подарила витраж с изображением Святого Патрика для северного трансепта в память о её дедушке.
В 1855 году в южном трансепте был установлен орган, купленный на Парижской выставке. Его заменили в 1944 году.
В 1899 году под руководством епископа Майкла Комерфорда был проведен обширный ремонт. Из Брюгге была привезена и установлена богатая резная дубовая кафедра; сейчас она находится в Музее графства Карлоу. Комерфорд также заказал и освятил большой колокол, отлитый в Лондоне. В 1902 году каменная купель для крещения была заменена мраморной. Мраморная статуя Святого Патрика рядом с алтарём Святого Сердца была подарком священников епархии в память о епископе Патрике Фоули.